# Heinrich-Rinck-Weg 5
Das Wohnhaus (Darmstadt, Heinrich-Rinck-Weg 5) ist ein Bauwerk in Darmstadt. 

## Geschichte und Beschreibung
Das Wohnhaus wurde im Jahre 1910 nach Plänen des Architekten Eugen Seibert erbaut.
Stilistisch ist das Haus eine Mischung aus Neobarock und Traditionalismus.
Typische Details sind:
- die Fassaden werden auf drei Seiten von bauchartig vorspringenden Erkern gegliedert
- der Haupteingang in der Mitte ist mit einem Säulenvorbau geschmückt
- eine auffällige Dachgaube

Zum Anwesen gehören zwei Gartenhäuschen und ein weiß lackierter Holzlattenzaun.

## Denkmalschutz
Das Wohnhaus ist ein typisches Beispiel für den neobarocken und traditionalistischen Baustil in Darmstadt.
Aus architektonischen und stadtgeschichtlichen Gründen gilt das Gebäude als Kulturdenkmal.